# Sturgeon Lake (Minnesota)
Sturgeon Lake es una ciudad ubicada en el condado de Pine en el estado estadounidense de Minnesota. En el Censo de 2010 tenía una población de 439 habitantes y una densidad poblacional de 45,96 personas por km².

## Geografía
Sturgeon Lake se encuentra ubicada en las coordenadas 46°23′27″N 92°49′19″O / 46.39083, -92.82194. Según la Oficina del Censo de los Estados Unidos, Sturgeon Lake tiene una superficie total de 9.55 km², de la cual 9.48 km² corresponden a tierra firme y (0.76%) 0.07 km² es agua.

## Demografía
Según el censo de 2010, había 439 personas residiendo en Sturgeon Lake. La densidad de población era de 45,96 hab./km². De los 439 habitantes, Sturgeon Lake estaba compuesto por el 96.58% blancos, el 0% eran afroamericanos, el 0% eran amerindios, el 0.46% eran asiáticos, el 0.23% eran isleños del Pacífico, el 1.37% eran de otras razas y el 1.37% pertenecían a dos o más razas. Del total de la población el 1.82% eran hispanos o latinos de cualquier raza.